# Leonid Brin
Leonid Artiómovich Brin (en ruso: Леонид Артёмович Бринь; Anastásiyevskaya, Unión Soviética, 8 de enero de 1928-Donetsk, Ucrania, 15 de enero de 2000) fue un escultor monumentalista soviético y ucraniano. 
Nació en una familia campesina de Anastásiyevskaya, en el raión de Slaviansk del krai de Krasnodar, en la entonces República Socialista Federativa Soviética de Rusia de la Unión de Repúblicas Socialistas Soviéticas. Entre 1948 y 1950 estudió en el Instituto Artístico de Járkov, estudiando las diferentes especialidades con l. Tverdianskaya, O. Kurdiatseva, I. Milgunova y V. Agibalova. Su proyecto para el título fue un monumento al tricentenario de la reunificación de Rusia y Ucrania. 
Fue miembro de la Unión de Artistas de la URSS desde 1963. Estableció su lugar de trabajo en Donetsk, exponiendo por toda la Unión Soviética. El escudo de la ciudad de Donetsk, escogido en 1968, surge de un esbozo de Brin. El Monumento a las Víctimas del Fascismo (Donetsk) es un trabajo conjunto de Brin y el arquitecto Yuri Mozhchil, construido para conmemorar los veinte años de la victoria sobre la Alemania Nazi. En colaboración con el escultor Nikolái Yasinenko y el arquitecto Vladímir Buchek construyó un memorial homenaje en antiguo campo de concentración. Antes de su muerte dejño una serie de esculturas en su taller de la calle Polkovodcheskaya de Donetsk.

## Monumentos y memoriales obra de Brin
| Foto | Denominación | Fecha construcción                          | Emplazamiento                                                                       | Breve descripción                                                   |
| ---- | --- | ------------------------------------------- | ----------------------------------------------------------------------------------- | ------------------------------------------------------------------- |
|      | «Héroes de la Guerra Civil»                                                                                              | 1957                                        |                                                                                     | Colaboración con V. P.Polonik                                       |
|      | Donetsk. Memorial a los obreros que han muerto en la explosión de dinamita en la mina nº 17 de Ruchenkovsky (07-02-1928) | 1959 ?                                      | Donetsk, plaza Sloboda                                                              |                                                                     |
|      | Monumento a las Víctimas del Fascismo (Donetsk)                                                                          | 1965, 20 años de la Victoria sobre Alemania | Donetsk                                                                             | Colaboración con N. Drozdov y Yuri Mozhchil                         |
|      | Monumento a los obreros                                                                                                  | 1966                                        | Konstantínivka                                                                      | 12 m                                                                |
|      | Héroes de la guerra civil y la Gran Guerra Patria                                                                        | 1967                                        | Bezúglivka                                                                          | 10 m, hormigón armado y granito                                     |
|      | Escudo de Donetsk | Desde el 6 de junio de 1968                 |                                                                                     |                                                                     |
|      | Complejo memorial "Héroes de la Gran Guerra Patria                                                                       | 1968                                        | Komsomolsk                                                                          | 16 m. Colaboración con Nikolái Yasinenko.                           |
|      | Complejo memorial a los caídos en la Gran Guerra Patria                                                                  | 1968 ?                                      | Anastásiyevskaya, krai de Krasnodar, Rusia                                          | 6,5 m, granito, aluminio, hormigón armado.                          |
|      | Memorial a Máximo Gorki                                                                                                  | 1969                                        | Universidad Nacional de Medicina Máximo Gorki de Donetsk                            |                                                                     |
|      | Busto de Mijaíl Kalinin                                                                                                  | 1971                                        | Raión de Kalinin (Donetsk)                                                          | 3.5 m, hormigón armado y granito                                    |
|      | Mat Gueroina M. F. Velichko                                                                                              | 1974                                        | Abakumov, Donetsk                                                                   | Hormigón armado                                                     |
|      | Monumento a los héroes caídos en la Gran Guerra Patria                                                                   | 1975                                        | Stárchenkove, raión de Volodarske                                                   | N=10 m, granito y hormigón armado                                   |
|      | Na strazhe mira | 1975                                        | Krasnoarmiisk, óblast de Donetsk                                                    | 200*195*105см                                                       |
|      | Ingeniero energético | 1979                                        | Barrio deBudionnovski, Donetsk                                                      | N=9 м                                                               |
|      | Skorbiashchaya mat | 1981                                        | Bogoródichne, raión de Sloviansk, óblast de Donetsk                                 | Granito y hormigón armado                                           |
|      | Slava | 1983                                        | Gríshine raión de Krasnoarmiisk, óblast de Donetsk.                                 | Monumento N_6, 5 m de granito, aluminio.                            |
|      | Monumento a los soldados liberadores                                                                                     | 1985 ?                                      | Slaviansk-na-Kubani, por donde pasó el 37.º Ejército bajo el mando de Anton Lopatin |                                                                     |
|      | Caídos en Afganistán | 1990                                        | Konstantínivka, Óblast de Donetsk                                                   |                                                                     |
|      | Victoria | 1993 (?)                                    | Konstiantínivka, Óblast de Donetsk                                                  |                                                                     |
|      | Proyecto Memorial John Hugues                                                                                            | 1996                                        |                                                                                     | No realizado pero aprobado en 1996, dentro del proyecto John Hughes |
|      | Placa conmemorativa a Vasili Stus                                                                                        | 2001                                        | Facultad de filología de la Universidad Nacional de Donetsk.                        | Arquitecto Brin, escultor Viktor Piskun                             |
|      | |                                             | Torez, óblast de Donetsk                                                            |                                                                     |
|      | Obrero metalúrgico |                                             |                                                                                     |                                                                     |
|      | Mujer y paloma |                                             |                                                                                     |                                                                     |
|      | |                                             | Emblema a la entrada de la ciudad                                                   |                                                                     |
|      | Félix Dzerzhinski |                                             | Calle Lenin, 5, Dzerzhinsk, óblast de Donetsk                                       |                                                                     |
|      | Soldado con paloma |                                             |                                                                                     | 330*185*150 arcilla                                                 |
|      | ??? |                                             |                                                                                     |                                                                     |
|      | Memorial al Héroe de la Unión Soviética V. M. Sytnik                                                                     |                                             |                                                                                     |                                                                     |
|      | Homenaje a los mineros                                                                                                   |                                             | Cerca de la mina Abakumova                                                          |                                                                     |
|      | Kalinin |                                             | Comité ejecutivo de la ciudad de Donetsk                                            |                                                                     |
|      | Trabajadores y koljosianos                                                                                               |                                             |                                                                                     |                                                                     |
|      | Donetsk |                                             |                                                                                     | Proyecto                                                            |
|      | |                                             |                                                                                     |                                                                     |
|      | Altorrelieve en la fachada del hotel Donbass Palace                                                                      |                                             | Hotel Donbass Palace                                                                | Destruido en 2001 con la reforma del hotel                          |
|      | Memorial a los mineros                                                                                                   |                                             | Donetsk                                                                             |                                                                     |
|      | "Minero" | 198?                                        |                                                                                     |                                                                     |
|      | Vladimir Lenin | 198?                                        |                                                                                     |                                                                     |
|      | Vladímir Lenin | 197?                                        |                                                                                     |                                                                     |
|      | |                                             |                                                                                     |                                                                     |
|      | Memorial Iván Daniliuk                                                                                                   | Donetsk                                     |                                                                                     |                                                                     |

## Obras pequeñas de Brin
| Foto | Descripción                             | Fecha construcción | Emplazamiento                    | Breve descripción |
| ---- | --------------------------------------- | ------------------ | -------------------------------- | --- |
|      | "Cuando sobre el mundo caen las bombas" | 1957               | Museo de artes de Donetsk        | |
|      | Eleonora Abramovna Bloj                 |                    | escultor Leónid Artiómovich Brin | Retrato (ученица Родена, учительница Мельгуновой) |
|      | «Retrato del hijo»                      | 1972               |                                  | Gres |
|      | Minerito                                | 1972               |                                  | Fue creada aproximadamente en la primera mitad de la década de 1960. Fue moldeado originariamente en la arcilla, luego en aluminio y en mármol. Más tarde, en la década de 1990 años ha aparecido en madera y yeso. Actualmente, uno de estos trabajos (en aluminio de 135 cm de altura) se encuentra en la exposición en la Galería Art Donbass, en la ciudad de Donetsk. Simboliza al hijo de 5 años del minero que se ha puesto el casco protector y las botas de su padre. |
|      | Ositos blancos                          |                    | Donetsk, antiguo café Arktika    | Perdido en la actualidad |
|      | Strada                                  | 1974               |                                  | Mayólica. Exposición de figuras pequeñas, Moscú, 1974 |
|      | Futbolistas                             | 1980               |                                  | |
|      | Félix Dzerzhinski                       | 1986               |                                  | |
|      | Futbolista joven                        |                    |                                  | |

## Trabajos gráficos de Brin
| Foto | Denominación          | Fecha construcción | Emplazamiento | Breve descripción |
| ---- | --------------------- | ------------------ | ------------- | ----------------- |
|      | Formación plaza Lenin |                    | Donetsk       |                   |

## Obras de Brin sin identificar
| Foto | Denominación                      | Fecha construcción | Emplazamiento | Breve descripción                                                 |
| ---- | --------------------------------- | ------------------ | ------------- | ----------------------------------------------------------------- |
|      |                                   |                    |               |                                                                   |
|      |                                   |                    |               | Arcilla. Molde preparado.                                         |
|      |                                   |                    |               | Arcilla. Molde preparado.                                         |
|      |                                   |                    | .             | Arcilla. Molde preparado.                                         |
|      |                                   |                    |               | Arcilla. Molde preparado                                          |
|      |                                   |                    |               | Arcilla. Molde preparado                                          |
|      |                                   |                    |               | Proyecto de acuñación.                                            |
|      | Probablemente Lesya Ukrainka      |                    |               | Foto en el taller del autor. Se entraron también otros proyectos. |
|      | Homenaje a Konstantín_Tsiolkovski |                    |               | Diseño                                                            |
|      |                                   |                    |               | Acuñación en cobre                                                |
|      | Un proyecto para Saur-Mogila      |                    |               |                                                                   |